# لمويل سميث
لمويل سميث (5 يونيو 1880 في المملكة المتحدة - 30 ديسمبر 1927)  (بالإنجليزية: Lemuel Smith)‏ هو لاعب كريكت بريطاني. لعب مع نادي مقاطعة ديربيشاير للكريكت ‏.